# Everybody’s in Show-Biz
Everybody’s in Show-Biz ist das zehnte Studioalbum der britischen Rockgruppe The Kinks. Es wurde aufgenommenen in der Zeit von März bis Juni 1972 und am 25. August 1972 in Großbritannien veröffentlicht. Die beiden ersten Seiten der Doppel-LP enthalten Studioaufnahmen, die Live-Mitschnitte der Seiten drei und vier wurden bei zwei Konzerten am 2. und 3. März 1972 in der Carnegie Hall in Manhattan in New York City aufgenommen – mit der Band Lindisfarne als Vorgruppe. Alle auf der Studio-LP enthaltenen Lieder stammen von Ray Davies, mit Ausnahme von You Don’t Know My Name, einer Komposition von Dave Davies.
Everybody’s in Show-Biz wird heute häufig als ein Übergangsalbum der Kinks angesehen. Ray Davies, der während seiner Studentenzeit am Hornsey College of Art in London noch Theaterregisseur werden wollte, führte die Kinks weg vom Rock und Beat der 1960er Jahre in eine vom Theater und Varieté sowie von der Musik der 1920er Jahre inspirierte wenig moderne Klangwelt, einem Thema, dem er auch die nächsten Jahre treu bleiben sollte. Er erzählt in Texten voller Ironie und lyrischer Schärfe von den Folgen des Lebens als Rockstar, von der alkoholgeschwängerten Monotonie der Tourneen und den damit verbundenen Exzessen.
Bei ihren Liveauftritten boten die Kinks mittlerweile ein für eine Rockband ungewöhnliches Bühnenspektakel, die Lieder wurden mit zahlreichen Gastmusikern im Stile einer Music-Hall-Aufführung inszeniert.
Der wohl bekannteste Titel des Albums, Celluloid Heroes, beschreibt die unmenschliche Weise, in der die Hollywood-Industrie ihre Stars aufbaut und diese am Ruhm zerbrechen, während ihr Film-Image unverändert weiterlebt.
Von der üblicherweise den Kinks stets wohlgesinnten Kritikerzunft wurde die Veröffentlichung diesmal nur verhalten positiv eingeschätzt, auch die Verkaufszahlen beiderseits des Atlantiks waren schlecht, lediglich die am 5. Mai 1972 veröffentlichte Single Supersonic Rocket Ship erreichte in England Platz 16 der Charts.

## Titelliste
| Seite 1 1. Here Comes Yet Another Day – 3:53 2. Maximum Consumption – 4:04 3. Unreal Reality – 3:32 4. Hot Potatoes – 3:25 5. Sitting in my Hotel – 3:20 Seite 2 1. Motorway – 3:28 2. You Don’t Know My Name (Dave Davies) – 2:34 3. Supersonic Rocket Ship – 3:29 4. Look a Little on the Sunnyside – 2:47 5. Celluloid Heroes – 6:19 | Seite 3 1. Top of the Pops – 4:33 2. Brainwashed – 2:59 3. Mr. Wonderful (L. Holofcener, G.D. Weiss, J.L. Bock) – 0:42 4. Acute Schizophrenia Paranoia Blues – 4:00 5. Holiday – 3:53 Seite 4 1. Muswell Hillbilly – 3:10 2. Alcohol – 5:19 3. Banana Boat Song (trad.) – 1:42 4. Skin and Bone – 3:54 5. Baby Face (Benny Davis, H. Akst) – 1:54 6. Lola – 1:40 |